# ハンナ・ミルハウス・ニクソン
Hannah Milhous Nixon (1885年3月7日 - 1967年9月30日)はアメリカ合衆国大統領リチャード・ニクソンの母
リチャード・ニクソンは母を"クエーカーの聖人"と形容した。彼女はリチャードの人生に多大な影響を及ぼしたと言われる。 リチャード・ニクソンは大統領の座から離れる日、公に母の影響力を賞賛し、"聖人"と呼んだが、誰も彼女についての本を書かないだろうと推測した。

## 経歴
Butlerville （インディアナ州）近郊で、コロンビアナ郡出身のアルミラ・パーク(旧姓Burdg)とColerain Township, Belmont County, Ohio生まれ のフランクリン・ミルハウスの娘として生まれた。

## 家族
フランシス・A・ニクソンと結婚し、5人の息子がいた。
- ハロルド・サミュエル・ニクソン (1909年6月1日 - 1933年3月7日)
- リチャード・ニクソン (1913年1月9日 - 1994年4月22日)
- フランシス・ドナルド・ニクソン（英語版） (1914年11月23日 - 1987年6月27日)
- アーサー・Burdg・ニクソン (1918年5月26日 - 1925年8月10日)
- エドワード・カルバート・ニクソン（英語版） (1930年5月3日 - 2019年2月27日 )[1]

## 映画
オリバー・ストーン監督の映画ニクソンではメアリー・スティーンバージェンが演じた。